# Rul (gehucht)
Rul is een buurtschap in de gemeente Heeze-Leende in de Nederlandse provincie Noord-Brabant. Het ligt ten noordoosten van het dorp Heeze.
Bij de volkstelling van 1849 telde Rul 121 inwoners in 25 woningen. Het aantal boerderijen is in de loop der tijd ongeveer gelijk gebleven. In de twintigste eeuw is de buurtschap herhaaldelijk door brand getroffen. In 1927 gingen drie boerderijen in vlammen op, in 1932 brandden vier boerderijen af, mogelijk als gevolg van brandstichting en in 1952 werden drie boerderijen door brand verwoest als gevolg van een militaire oefening.
Dorpen: Heeze · Leende · Sterksel 

Buurtschappen: Boschhoven · Bruggerhuizen · Euvelwegen · Ginderover · Hazenhurk · Heezerenbosch · Kerkhof · Kreijl · Leenderstrijp · Muggenberg · Oosterik · Oudenmolen · Rul · Strabrecht · Valkenhorst · Ven · Zevenhuizen

Noord-Brabant: Steden en dorpen      Nederland: Provincies · Gemeenten